# Почтальон Печкин
Почтальон И́горь Ива́нович Пе́чкин — персонаж произведений детского писателя Эдуарда Успенского, серии советских и российских мультфильмов, снятых на их основе, а также детских развлекательных передач «Будильник» и «АБВГДейка».

## Описание героя
Родился 1 сентября в Вышнем Волочке Калининской области. Живёт в деревне Простоквашино. По его собственным словам, в школьные годы курил на переменах и окончил школу с «тройками». Работает в простоквашинском почтовом отделении.
На момент первого появления в повести описан как мужчина «лет пятидесяти с хвостиком». Обладает довольно вредным и занудным характером, корыстолюбивый, умный и хитрый: «характер — нордический, в связях, порочащих его, замечен не был». Склонен к формализму, любопытен и не одобряет инициатив Дяди Фёдора и его друзей, но, вместе с тем, достаточно добрый и по-деревенски наивный, любит рассказывать истории и участвует в жизни простоквашинцев. Дружен с Дядей Фёдором, Шариком и Матроскиным. Имеет сестру Акулину (в книгах не появляется) и пса Каштана.
Согласно мультсериалу 2018—2025 годов, должен был выйти на пенсию, но из-за пенсионной реформы остался на службе ещё на 8 лет. В том же мультсериале влюблён в Маргариту Егоровну, няню Дяди Фёдора и Веры Павловны.

## История
На экране персонаж впервые появился в мультфильме 1975 года «Дядя Фёдор, пёс и кот», где был озвучен Виктором Байковым, сыгравшим Пана Вотрубу в «Кабачке „13 стульев“». В снятой позднее трилогии «Союзмультфильма» («Трое из Простоквашино», «Каникулы в Простоквашино» и «Зима в Простоквашино») его озвучивал Борис Новиков, чей голос по сей день ассоциируется с почтальоном Печкиным. Затем Печкин появился в телепрограмме «Будильник», где его роль вначале исполнял Александр Вдовин, впоследствии — другие актёры; также он (в исполнении всё того же Александра Вдовина) появлялся в программе «АБВГДейка». В выпуске музыкальной программы «Утренняя почта», посвящённом мультфильму «Зима в Простоквашино», роль Печкина исполнил Юрий Николаев. В российском мультсериале «Простоквашино» почтальон Печкин говорит голосом Ивана Охлобыстина.

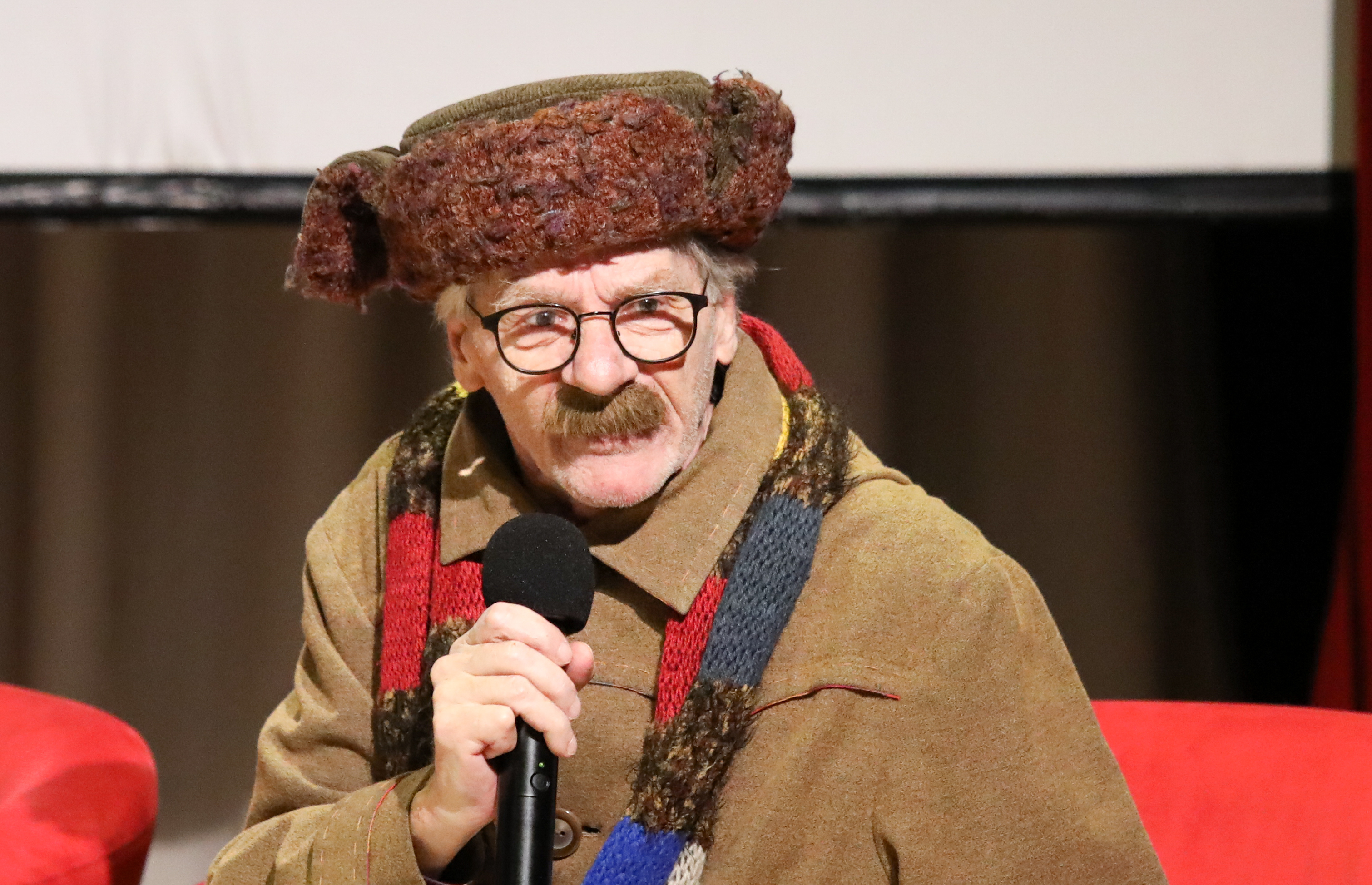
Актёр Александр Вдовин в образе Почтальона Печкина в РГДБ

Со временем почтальон Печкин стал популярным персонажем анекдотов.
Единственный взрослый персонаж, органично вошедший в мир Дяди Фёдора и его друзей, — это почтальон Печкин, образ которого, перешагнув рамки произведений Успенского, широко используется как в различных теле- радиопередачах, так и в устном фольклоре в виде анекдотов, став своеобразным общекультурным явлением.
В декабре 2019 года «Почта России» и «Союзмультфильм» решили снять продолжение мультсериала, где главным героем будет почтальон Печкин.
Кроме того, почтальон Печкин упоминается в песне «Тук-тук» (автор слов — А. Славоросов, композитор — О. Молчанов), исполнявшейся А. Апиной:
Тук-тук-тук, то ли капель перезвон,

Тук-тук-тук, то ли Печкин-почтальон.

Тук-тук-тук, то ли это сердца стук,

Тук-тук-тук, то ли это ты, мой друг.

## Памятники
В ноябре 2008 года в городе Луховицы Московской области состоялось торжественное открытие памятника почтальону Печкину. Бронзовая композиция высотой немногим менее двух метров, изображающая Печкина на велосипеде и стоящих рядом с ним Матроскина и Шарика, установлена напротив здания местной почты. Автор памятника — Полина Горбунова.
Бронзовые памятники почтальону Печкину установлены и в других городах постсоветского пространства — в частности, в Санкт-Петербурге (район Колпино), Цивильске (Чувашия), Раменском (Московская область) и Ургенче (Узбекистан).
Менее капитальные по технике исполнения скульптуры, изображающие почтальона Печкина, в разные годы были установлены в Москве, Козельске, Анапе, Одинцове Московской области, Йошкар-Оле. При этом памятник в Йошкар-Оле пострадал от вандалов всего через неделю после установки, а в Одинцове памятник Печкину, стоящий около проезжей части, и созданный, как и в Йошкар-Оле, из недолговечных материалов, в 2017 году протаранил автомобиль в результате ДТП.
В 2019 году металлическая скульптура Печкина, посвященная пятилетию Почты ЛНР, появилась в городе Луганске на Аллее кованых скульптур.

Памятник почтальону Печкину в Луховицах
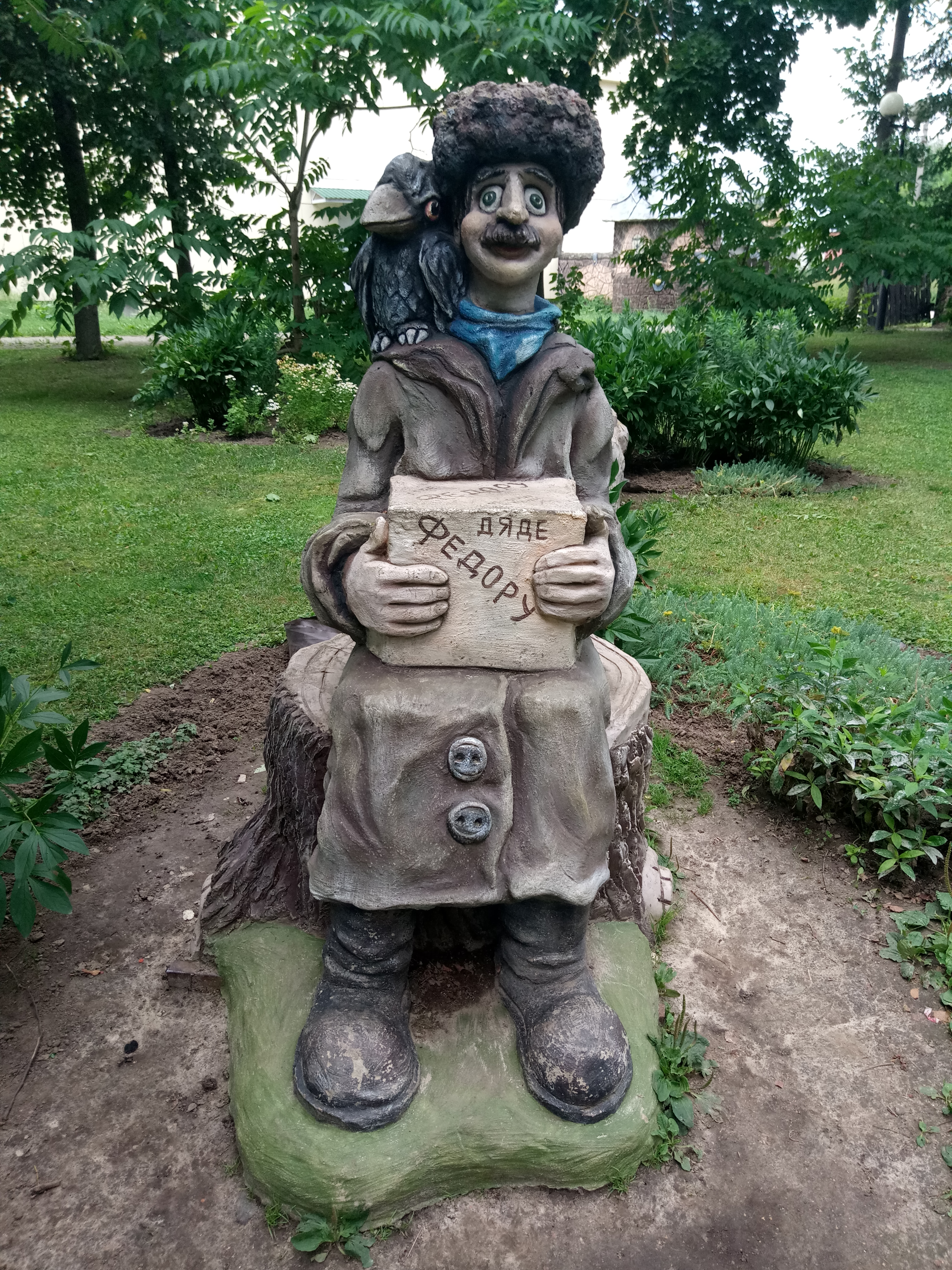
Почтальон Печкин в парке Козельска
Почтальон Печкин в городе Ургенче, Узбекистан

## Рецензии
По мнению заместителя директора Государственного института искусствознания, доктора философских наук, профессора Николая Андреевича Хренова, коренной деревенский житель Печкин воплощает не столько сугубо деревенскую психологию, сколько изъяны советской психологии, универсальные для города и деревни. Тут и потребность вторгаться в чужой приватный мир, производить произвольный и никем официально не санкционированный контроль за частными лицами, всюду искать нарушителей правил, третировать всех волокитой и формализмом. Именно Печкин требует «доку́менты» и «паспорт», задерживает выдачу посылки, прекрасно зная, кому она адресована. Наконец, Печкин измеряет Дядю Фёдора, чтобы установить его личность и идентифицировать с мальчиком, которого родители разыскивают через газету, — хотя фотография и описание уже дают исчерпывающий портрет Дяди Фёдора. Метр в руках пожилого Печкина смотрится угрожающе, как у гробовщика или тюремщика — что косвенно подчеркивает анахронизм фигуры почтальона, чьё сознание осталось где-то в эпохе расцвета советских репрессивных нравов.